# Creu al Valor militar (França)
La Creu al Valor militar (francès:Croix de la Valeur militaire) és una condecoració francesa, creada l'11 d'abril de 1956 per René Coty.
És atorgada a tots aquells titulars d'una citació per un fet d'armes guanyada en un teatre d'operacions que no tenen atribuïda una Creu de Guerra.
La Creu de Guerra (instituïda el 1915) no podia ser atorgada per les accions que tenien lloc a la guerra d'Algèria, ja que eren considerades com a operacions de manteniment de l'ordre, motiu pel qual es veié necessària la creació d'una nova condecoració.
L'11 d'abril de 1956 es publicà el decret de la creació de la Creu del Valor Militar (també anomenada "Medalla del Valor Militar"). Una decisió del 30 d'abril de 1956 precisava que podia ser atorgada per les operacions a Tunísia (retrospectiva a 1 de gener de 1952), al Marroc (retrospectiva a 1 de juny de 1953), Algèria (retrospectiva a 31 d'octubre de 1954) i Mauritània (retrospectiva a 10 de gener de 1957) i, finalment, al Txad.

## Disseny
La insígnia és una creu en bronze, de 36 mm d'ample (idèntica a la Creu del combatent). A l'anvers apareix la Marianne (imatge coronada de la República) i al revers apareix la inscripció Croix de la valeur militaire (Creu del Valor Militar).
Penja d'una cinta vermella amb 3 franges blanques verticals
Igual que la Creu de Guerra, porta diferents agulles, segons el nivell de comandament que l'atorgui:
- Estrella:

- Citació a l'Orde de Regiment – bronze
- Citació a l'Orde de Brigada – bronze
- Citació a l'Orde de Divisió – plata
- Citació a l'Orde de Cos d'Exèrcit – Daurada

- Palma:

- Citació a l'Orde d'Exèrcit – bronze
- 5 citacions a l'Orde d'Exèrcit – plata